# 63156 이천
63156 이천(63156 Yicheon, 2000 XQ44)은 한국 천문학자인 전영범과 이병철이 2000년 12월 5일, 보현산 천문대에서 발견한 소행성이다. 조선 초의 장수이자 과학자인 이천의 이름을 땄다.